# Comté de Marshall (Illinois)
Pour les articles homonymes, voir Comté de Marshall.
Le comté de Marshall est un comté situé dans l'État de l'Illinois, aux États-Unis. En 2000, sa population est de 13 180 habitants. Son siège est Lacon.